# 菅原為長
菅原 為長（すがわら の ためなが）は、鎌倉時代前期の公卿。大学頭・菅原長守の子。官位は正二位・参議。

## 経歴
後白河院政期後期の元暦2年（1185年）秀才、次いで文治3年（1187年）献策し、従五位下・右衛門少尉に叙任される。これ以降、五摂家の一つ九条家の家司として仕えることとなり、その間、九条家の子弟に対して家業である紀伝道（文章道）の教育にも当たった。
のち、兵部少輔・式部少輔・大内記等を経て、後鳥羽院政期初頭の元久元年（1204年）従四位下・文章博士に叙任される。また、同年土御門天皇の侍読となり、以降順徳・後堀河・四条・後嵯峨の5代の天皇に亘り侍読を務めた。
為長は承元2年（1208年）従四位上、承元4年（1210年）正四位下と昇進する。承元4年（1210年）1歳年少の菅原氏長者である菅原在高が従三位に叙せられ、平安時代中期の菅原輔正以来200年以上ぶりに菅原氏から公卿に昇るが、翌建暦元年（1211年）には為長も続いて従三位に昇叙され公卿に列した。建保3年（1215年）為長は大蔵卿を兼ね、以後没するまで約30年の長きに亘って同職を務めた（参議に任じられていた2年間を除く）。
承久3年（1221年）正三位・式部大輔に叙任される。同年には承久の乱が発生しているが、乱を主導した後鳥羽・順徳両院に近侍していたにもかかわらず為長は連座を逃れた。なお、乱後に親幕派の九条道家が権力を握ると、平経高・吉田為経らとともに道家を補佐している。嘉禎元年（1235年）には悲願である参議に任ぜられる。菅原氏における議政官への任官は前述の輔正以来、実に226年ぶりであり、この任官については世間から賛否の渦が生じた。また、藤原定家の『明月記』によれば、この年に九条道家が後鳥羽・順徳両院の還京を要請して鎌倉幕府から拒絶されているが、これを策して道家に進言したのは為長であったという。このころ北条政子の求めに応じて『貞観政要』を和訳している。
嘉禎3年（1237年）には参議を辞して従二位に叙せられ、以後没するまで大蔵卿と勘解由長官を務めた。仁治元年（1240年）正二位に至る。寛元4年（1246年）3月28日薨去。享年89。食事が取れなくなった、あるいは腫れ物が原因で没したという。

## 為長の事跡と子孫たちへの影響
為長が正二位・参議・大蔵卿叙任という異例の昇進を遂げた理由としては、89歳という長寿を保ったことに加え、以下の理由が挙げられる。
- 30年以上にわたる大蔵卿在任中に蓄積した経済力。
- 大江広元の鎌倉幕府の政所初代別当への就任に代表されるように、家業の紀伝道におけるライバル的存在であった大江氏が朝廷の中心から離脱したこと。
- 為長が家司として務めていた九条家、特に九条道家が鎌倉幕府に対して親幕府的な態度をとっていたために、承久の乱以降も九条道家の政治顧問として朝廷の中枢に留まることが可能であった事。これは、為長と幕府との関係は北条政子から『貞観政要』の和訳を依頼され、その任に応えている点からも伺う事が可能である[8]。

九条家のブレーンとしての実力は、五代の天皇に亘って侍読を務めていたことからも証明できるものと考えられ、同じ時期に九条家に仕えた藤原定家からも高く評価されている。また、世間から「文道棟梁」「今世之宏才」「当代大才」「国之元老」という賛辞が彼に送られたことも彼の子孫にとって大いなる栄誉となり、明治維新まで堂上家（高辻家・五条家・東坊城家等の六家）として存続できたことの大きな要因となった。

## 著作
主な著作に『字鏡集』『文鳳抄』『国史綱要』『帝国系図』（散逸）などがあり、多数の詩文・願文を残すと共に、漢籍の保存にも貢献した。日記として『菅大府記』（散逸）、『編御記』（『為長卿記』）がある。
他に『十訓抄』の著者にも擬せられている。

## 官歴
『諸家伝』による。
- 寿永2年（1183年） 正月26日：給穀倉院学問料
- 元暦2年（1185年） 正月20日：秀才
- 文治2年（1186年） 2月20日：越前掾
- 文治3年（1187年） 正月16日：献策。正月23日：大舎人助。5月4日：右衛門少尉、検非違使宣旨。12月29日：従五位下
- 建久元年（1190年） 10月26日：兵部少輔
- 建久4年（1193年） 正月21日：従五位上（策労）
- 建久6年（1195年） 2月2日：遠江権介。12月9日：式部少輔
- 正治元年（1199年） 正月5日：正五位下（策労）。正月30日：越前権守
- 正治2年（1200年） 10月11日：大内記
- 建仁2年（1202年） 正月21日：阿波介
- 建仁3年（1203年） 11月13日：服喪（父）。12月28日：復任
- 建仁4年（1204年） 正月13日：文章博士。4月12日：従四位下
- 元久2年（1205年） 12月：侍読
- 承元2年（1208年） 正月5日：従四位上（八条院御給）
- 承元4年（1210年） 正月5日：正四位下（臨時）
- 建暦元年（1211年） 12月17日：式部権大輔。12月2日：従三位、大輔如元
- 建暦2年（1212年） 正月13日：兼備後権守
- 建保2年（1214年） 正月13日：辞権大輔（男長貞任大内記）
- 建保3年（1215年） 4月11日：兼大蔵卿
- 建保5年（1217年） 正月28日：兼長門権守
- 承久3年（1221年） 正月13日：正三位。閏10月18日：式部大輔
- 承久4年（1222年） 正月24日：豊前権守
- 安貞2年（1228年） 2月1日：甲斐権守
- 安貞3年（1229年） 11月：侍読
- 文暦2年（1235年） 正月23日：参議、大輔如元。6月17日：勘解由長官。日付不詳：大嘗会検授。11月19日：軽服
- 嘉禎2年（1236年） 2月29日：兼播磨権守
- 嘉禎3年（1237年） 12月25日：辞参議、大蔵卿従二位、式部大輔勘解由長官播磨権守如元
- 暦仁2年（1239年） 正月24日：越後権守。4月23日：辞長官（以外孫後国叙正五位下）
- 延応2年（1240年） 11月12日：正二位（朔旦臨時）
- 寛元4年（1246年） 3月28日：薨去

## 系譜
- 父：菅原長守
- 母：不詳
- 妻：中原師茂の娘
  - 男子：菅原長貞（?-1226）
  - 男子：菅原公良（1195-1260） - 菅原公輔の養子
- 妻：弁曉法印の娘
  - 男子：高辻長成（1205-1281） - 高辻家の祖（半家）
  - 男子：五条高長（1210-1285） - 五条家の祖（半家）
- 生母不明の子女
  - 男子：菅原長明
  - 男子：長円
  - 女子：藤原俊親室